# Итальянская Эфиопия
Италья́нская Эфиопия (итал. Etiopia Italiana) — колониальные владения Королевства Италия, на востоке Африки, образованные после захвата и оккупации Эфиопской империи в 1935—1941 годах.

## История
С конца XIX века итальянское правительство проявляло интерес к захвату территорий на Африканском Роге. Сначала Италией были колонизированы территории современных Сомали и Эритреи — соседей Эфиопии. В 1895 году итальянские войска начали войну с Эфиопией, но потерпели поражение в битве при Адуа.
В 1930-х годах фашистское правительство Италии во главе с Бенито Муссолини вновь обратилось к вопросу о завоевании Эфиопии. Итальянское правительство стремилось получить контроль над её природными ресурсами и организовать переселение итальянского населения. В 1935 году началась новая война, в которой итальянская армия использовала авиацию, бронетехнику и химическое оружие, запрещённое Лигой Наций. а также значительно превосходила эфиопскую армию в техническом отношении. Многие солдаты Эфиопии принадлежали к местным племенам и зачастую были вооружены луками и стрелами. В мае 1936 года столица Эфиопии Аддис-Абеба пала. Для пропаганды своего могущества итальянская армия организовала так называемый «Марш железной воли», собрав в колонну для похода на Аддис-Абебу большую часть своей моторизованной техники. Император Эфиопии Хайле Селассие I бежал из страны в Великобританию.
Эфиопия была включена в состав Итальянской Восточной Африки, созданной на основе объединения Итальянского Сомали и Итальянской Эритреи. Губернатором Итальянской Эфиопии был назначен маршал Пьетро Бадольо, а вице-королём — Амадей Савойский, герцог Аостский.
Оккупация вызвала международную критику, и в 1937 году Италия была исключена из Лиги Наций.
Территория бывшей Эфиопии итальянскими колониальными властями была разделена на четыре провинции:
| Провинция    | На итальянском | Столица     | Население | Итальянцев | Код | Герб |
| ------------ | -------------- | ----------- | --------- | ---------- | --- | ---- |
| Амара        | Amara          | Гондэр      | 2,000,000 | 11,103     | AM  |      |
| Харэр        | Harar          | Харэр       | 1,600,000 | 10,035     | HA  |      |
| Галла-Сидамо | Galla e Sidama | Джимма      | 4,000,000 | 11,823     | GS  |      |
| Шоа          | Scioà          | Аддис-Абеба | 1,850,000 | 40,698     | SC  |      |

Также на территории Итальянской Эфиопии были введены специальные денежные знаки — колониальная итальянская лира, которая использовалась наряду с итальянской лирой в материковой части Италии.
В 1940 году Италия вступила во Вторую мировую войну на стороне стран Оси против Великобритании и Франции. В результате Восточноафриканской кампании 1940-1941 годов итальянская армия потерпела поражение, и Эфиопия была освобождена британскими войсками, которые поддержали возвращение на трон императора Хайле Селассие I.
Несмотря на поражение, на территории Эфиопии в течение двух лет продолжали действовать партизанские отряды итальянских солдат, которые вели борьбу против британских и эфиопских сил.
Признание Великобританией полного суверенитета Эфиопии было оформлено англо-эфиопским соглашением от 19 декабря 1944 года, по которому Эфиопия признавалась «свободным и независимым государством». Тем не менее, некоторые регионы страны оставались под временным управлением британских войск до урегулирования пограничных вопросов.
Окончательное урегулирование отношений между Италией и Эфиопией произошло в 1947 года с подписанием мирного договора, по которому Италия отказалась от всех своих африканских колоний, включая Ливию, Эритрею и Сомали (статья 23), и признала полную независимость Эфиопии (статья 33). На тот момент Эфиопия уже являлась суверенным членом Организации Объединённых Наций.